# Episodi di Renada

## Stagioni

### Prima stagione (1998)
La prima stagione di Renada venne diffusa nel 1998 in Germania, in Italia è inedita.
| nº | Titolo originale            | Prima TV Germania |
| -- | --------------------------- | ----------------- |
| 1  | Wieder zu Hause!            | 1998              |
| 2  | Haar!                       | 1998              |
| 3  | Mathearbeit                 | 1998              |
| 4  | Finderlohn                  | 1998              |
| 5  | Feinschmecker               | 1998              |
| 6  | Tanzbär                     | 1998              |
| 7  | Volle Pulle, Renaade!       | 1998              |
| 8  | Eine Hand wäscht die andere | 1998              |
| 9  | Fußball                     | 1998              |
| 10 | Künstlerpech                | 1998              |
| 11 | Vorsicht, Opa!              | 1998              |
| 12 | Die Zeitkapsel              | 1998              |
| 13 | Rollentausch                | 1998              |
| 14 | Alles Käse                  | 1998              |
| 15 | Der billige Papagei         | 1998              |
| 16 | Renaade und Julia           | 1998              |
| 17 | Oh, Baby!                   | 1998              |
| 18 | Fahrrad-Diebe               | 1998              |
| 19 | Pack’ die Badehose ein!     | 1998              |
| 20 | Der Tintenfisch             | 1998              |

### Seconda stagione (1998-1999)
La seconda stagione di Renada venne diffusa dal 1998 al 1999 in Germania, mentre in Italia durante il 2000 in Italia su Rai 1.
| nº | Titolo originale                         | Titolo italiano | Prima TV Germania | Prima TV Italia |
| -- | ---------------------------------------- | --------------- | ----------------- | --------------- |
| 21 | Alle Mann an Bord                        | ?               | 1998              | 2000            |
| 22 | Die Fernsehshow                          | ?               | 1998              | ?               |
| 23 | Geisterstunde                            | ?               | 1998              | ?               |
| 24 | Das Zerwürfnis                           | ?               | 1998              | ?               |
| 25 | Rollentausch                             | ?               | 1998              | ?               |
| 26 | Renaade und die Boyband                  | ?               | 1999              | ?               |
| 27 | Renaade fischt frische Fische            | ?               | 1998              | ?               |
| 28 | Renaade als Wahrsagerin                  | ?               | 1999              | ?               |
| 29 | Modeschöpferin Renaade                   | ?               | 1998              | ?               |
| 30 | Der goldene Wurf                         | ?               | 1998              | ?               |
| 31 | DJ Renaade                               | ?               | 1998              | ?               |
| 32 | Beim Camping                             | ?               | 1998              | ?               |
| 33 | K.O. in der Wildnis                      | ?               | 1998              | ?               |
| 34 | Die große Flut                           | ?               | 1998              | ?               |
| 35 | Der Kuss                                 | ?               | 1998              | ?               |
| 36 | Film ab, Action                          | ?               | 1999              | ?               |
| 37 | U.F.O.-Alarm                             | ?               | 1999              | ?               |
| 38 | Landratten an Bord                       | ?               | 1999              | ?               |
| 39 | Monster und die Polizei                  | ?               | 1999              | ?               |
| 40 | Bertha wie neu                           | ?               | 1999              | ?               |
| 41 | Renaade unter Löwen                      | ?               | 1999              | ?               |
| 42 | Opa Albers verliebt sich in eine Agentin | ?               | 1999              | ?               |
| 43 | Die Stuntshow                            | ?               | 1999              | ?               |
| 44 | Hilfe, Monster ist weg!                  | ?               | 1999              | ?               |
| 45 | Pelles Experiment                        | ?               | 1999              | ?               |
| 46 | Renaade als Babysitter                   | ?               | 1999              | ?               |
| 47 | Opa als Meistersurfer                    | ?               | 1999              | ?               |
| 48 | Verkehrssicherheit? Aaaaaaagh!           | ?               | 1999              | ?               |
| 49 | Der Wahlkampf                            | ?               | 1999              | ?               |
| 50 | Licht aus! Womm                          | ?               | 1999              | ?               |
| 51 | Oje, Elternsprechtag                     | ?               | 1999              | ?               |
| 52 | Hals- und Beinbruch                      | ?               | 1999              | ?               |
| 53 | Opa als Walreiter                        | ?               | 1999              | ?               |
| 54 | Seuchenalarm                             | ?               | 1999              | ?               |
| 55 | Allein im Spielkaufhaus                  | ?               | 1999              | ?               |
| 56 | Die große Kreuzfahrt                     | ?               | 1999              | ?               |
| 57 | Eine Klasse taucht unter                 | ?               | 1999              | ?               |
| 58 | Finale mit Gips                          | ?               | 1999              | ?               |
| 59 | Wirbel im Kaufhaus                       | ?               | 1999              | ?               |
| 60 | Die Bruchlandung                         | ?               | 1999              | ?               |
| 61 | Gut Holz!                                | ?               | 1999              | ?               |
| 62 | Weihnachten im Klassenzimmer             | ?               | 1999              | ?               |
| 63 | Chaos im Klassenzimmer                   | ?               | 1999              | ?               |
| 64 | Essen gut, alles gut                     | ?               | 1999              | ?               |
| 65 | Die Jagd auf der Riesenkrake             | ?               | 1999              | ?               |
| 66 | Drei sind eine zu viel                   | ?               | 1999              | ?               |
| 67 | Silvesterblues                           | ?               | 1999              | ?               |
| 68 | Eistigerinnen                            | ?               | 1999              | ?               |
| 69 | Ein Flügelschlag voraus                  | ?               | 1999              | ?               |
| 70 | Herz- und Beinbruch                      | ?               | 1999              | ?               |
| 71 | Belagerungszustand                       | ?               | 1999              | ?               |
| 72 | Renaade als Plattenproduzentin           | ?               | 1999              | ?               |